# Radamés Gnattali
Radamés Gnattali (Porto Alegre, 27 de enero de 1906 - Río de Janeiro, 3 de febrero de 1988) fue un compositor, arreglista y director de orquesta brasileño.
Radamés Gnattali fue hijo de Alessandro Gnattali y de Adélia Fossati, ambos músicos. Gnattali comenzó a edad muy temprana los estudios de piano y de violín. Muy poco después de marchar de Porto Alegre a Río de Janeiro, se convirtió en un reconocido director de orquesta, compositor y arreglista. Aunque sus primeros trabajos fueron adaptaciones para obras radiofónicas, en los años 1930 componía música de concierto en un estilo Neo-Romántico que también incorporaba el jazz a las corrientes brasileñas tradicionales. Durante décadas, el énfasis de Gnattali se centró en estos componentes, cambió hacia el jazz a comienzos de los años 1950 y volvió a los estilos populares brasileños a comienzos de los años 1960. Compuso varias partituras importantes para la guitarra, siendo las más destacadas tres conciertos solistas y tres conciertos a dúo.